# Weiße Wüste

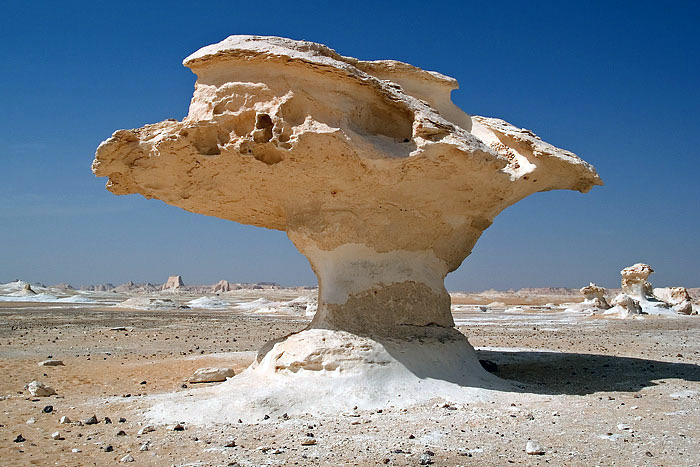
Weiße Wüste bei Farafra mit Kalkstein-Monolith

Die Weiße Wüste (arab.: الصحراء البيضاء, el-sahara el-beida) liegt im ägyptischen Teil der Libyschen Wüste rund 30 Kilometer nordöstlich der Oase Farafra, 130 Kilometer südwestlich der Oase Bahariya sowie 420 km südwestlich von Kairo. Beide Oasen waren schon um 8000 v. Chr. bewohnt. In pharaonischer Zeit dienten sie als militärische „Vorposten gegen marodierende libysche Stämme“ sowie als „Verbannungsorte und Straflager“.
Das Kern-Areal der Weißen Wüste umfasst etwa 12 km mal 12 km und ist bekannt wegen seiner Kalksteinformationen, die es zu einem großen natürlichen Skulpturenpark machen. Davon zu unterscheiden ist die Westliche Weiße Wüste (el-sahara el-beida gharbiya), die weniger durch individuelle Skulpturen als durch größere Formationen imponiert.

## Nationalpark Weiße Wüste

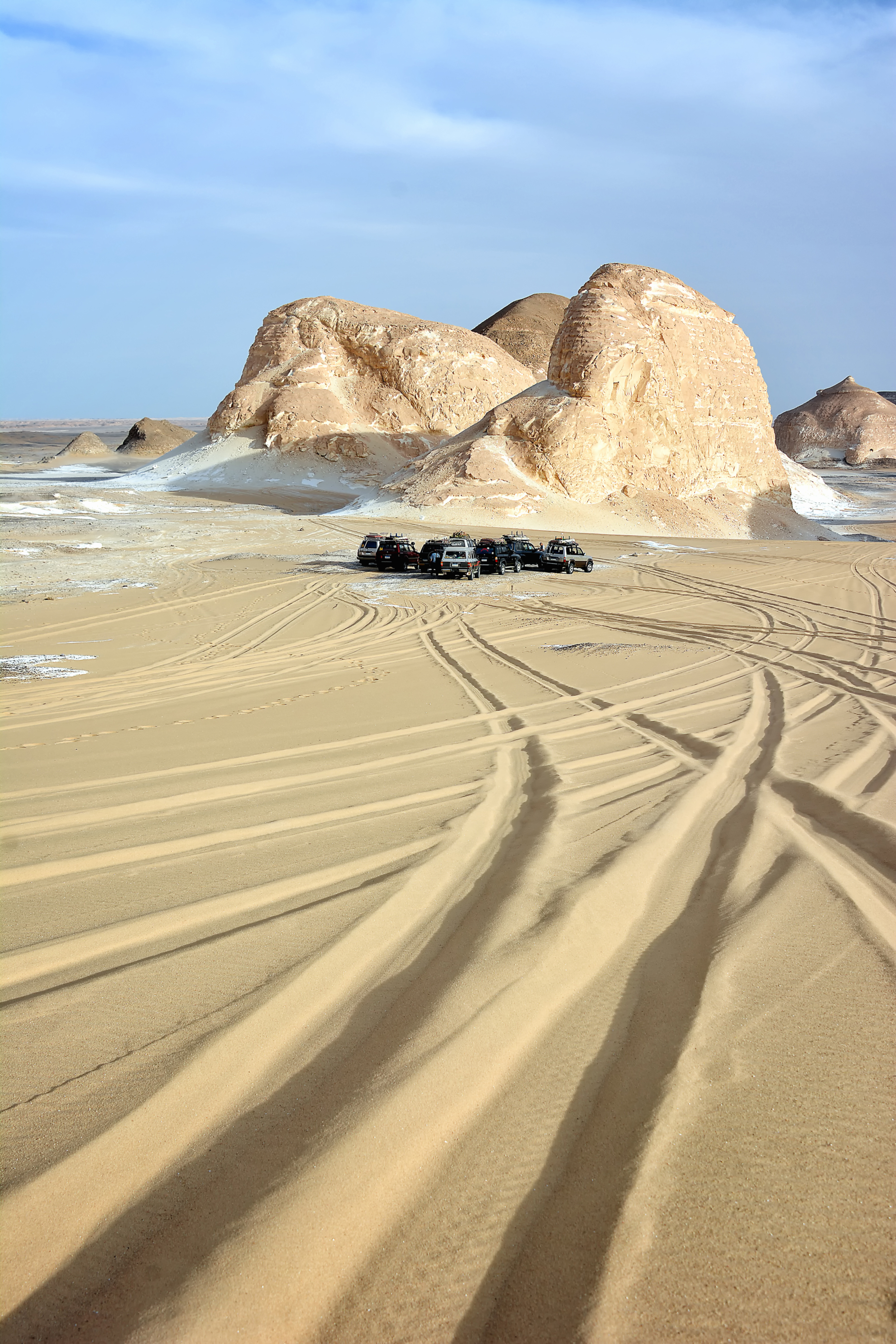
Geländewagen in der Weißen Wüste

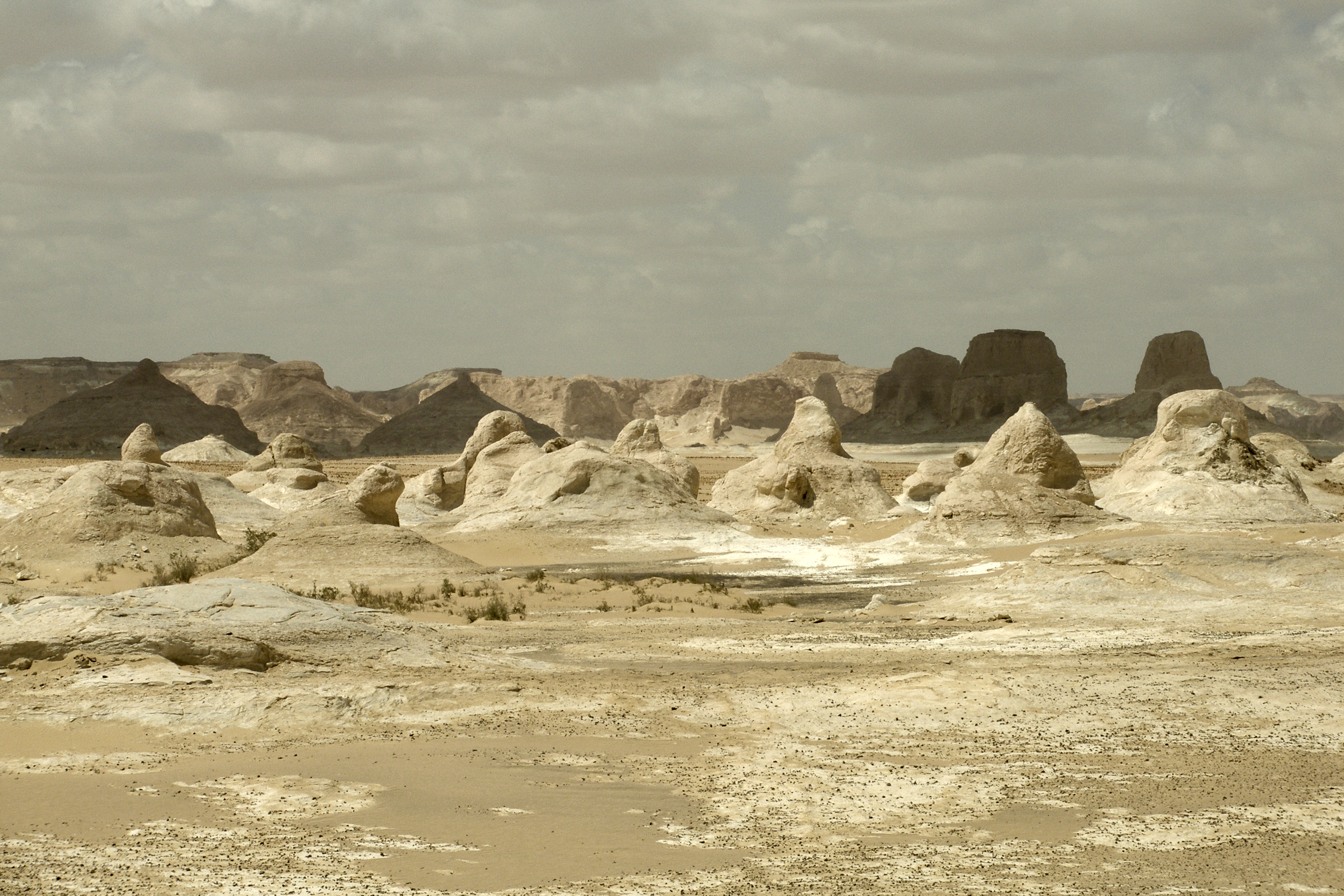
Erosion in der Weißen Wüste

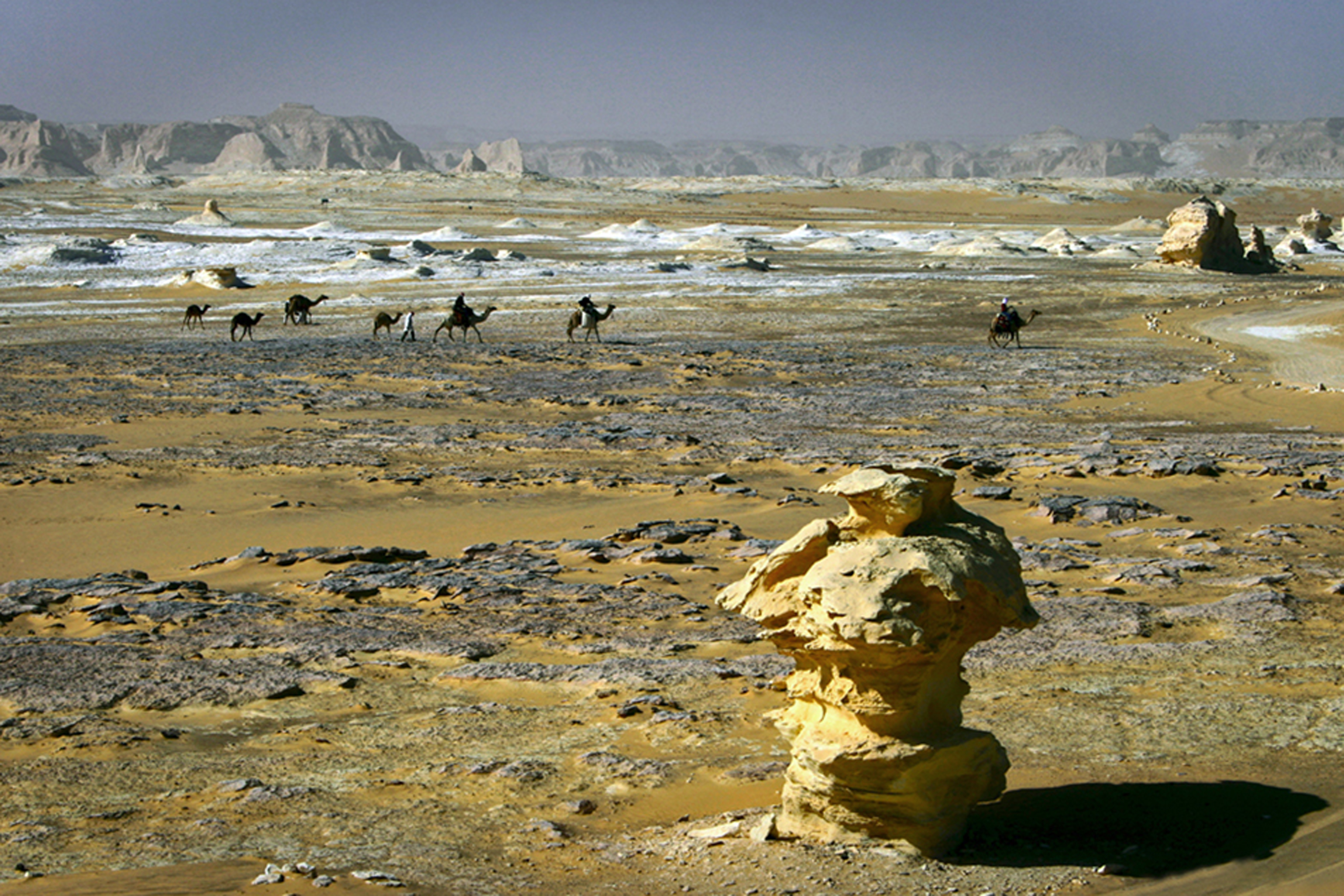
Karawane in der Weißen Wüste

2002 wurde die Weiße Wüste mit ihrer Umgebung zum Nationalpark erklärt. Dieser erstreckt sich über 3010 km² mit einer weiteren Pufferzone von 971 km². Seit 2008 patrouillieren Park Ranger, zu deren Aufgaben unter anderem die Erhebung von Eintritt- und Übernachtungsgebühren bei Touristen gehört. 2007 suchten 40.000 Personen das Gebiet auf. Es gibt ein Faltblatt sowie eine Landkarte und Informationen zu den Sehenswürdigkeiten im Nationalpark in englischer, italienischer und arabischer Sprache.
Bei den Kalkstein-Monolithen handelt es sich um sedimentiertes und kalzifiziertes Plankton aus dem Ende der Kreidezeit von vor 80 Mio. Jahren, als das heutige Mittelmeer noch die Wüste bedeckte, die später durch Wind und Wetter und die extremen Temperaturunterschiede erodiert sind und ihre individuelle Form erhalten haben. Ihre Form erinnert an Pilze, ein Huhn unter einem Baum, einen Sphinxkopf, Menschenköpfe und ähnliches. Viele Skulpturen wurden durch unsachgemäßes Verhalten von Touristen zerstört, was besonders bis 2002 vor dem Einsatz der Park Rangers aufgefallen ist. 
Es finden sich originale oder fossilierte Muscheln, Schnecken, Ammoniten, Korallen, Tierknochen und versteinerte Zweige in der Weißen Wüste. Zu den Sehenswürdigkeiten zählen Felsformationen wie das Doppeltor (el-Babein) oder el-Aqqabat, eine angeblich 2000 Jahre alte Akazie (el-Santa), der Kristallberg sowie die Höhle von Djara. Einheimische zeigen Besuchern natürliche Mumien, angeblich aus römischer Zeit. 
Drei bekanntere Quellen, die von Palmen und anderer Vegetation umgeben sind, versorgen die heimische Fauna (Fennek, Gazelle, Kleinnager) und Reisende mit Wasser.

## Tourismus
Die Weiße Wüste ist inzwischen eine vielbesuchte Natur-Sehenswürdigkeit, so dass Ruhe und Einsamkeit nicht immer gegeben sind. Seit den 2000er Jahren ist bei den einheimischen Veranstaltern und den meist beduinischen Fahrern das Bewusstsein für die ökologische Besonderheit und Schutzwürdigkeit des Parkgebietes gewachsen. So bieten viele Reiseunternehmen Müllbeseitigungsaktionen an, zu denen man sich gegen Kostenbeteiligung anmelden kann.